# Я ничего не знаю, но всё скажу
«Я ничего́ не зна́ю, но всё скажу́» (фр. Je sais rien, mais je dirai tout) — фильм 1973 года режиссёра Пьера Ришара.

## Сюжет
Господин Гастье-Леруа, хозяин танкостроительного завода, ловко торгует оружием по всему земному шару так, что от клиентов не знает отбоя. Особенно выгодно ему удается продавать там, где назревает военное столкновение или происходит конфликт на этнической почве и можно легко договориться о поставках с обеими враждующими сторонами. Единственный сын промышленника Пьер не разделяет милитаристских наклонностей папаши и его ближайших родственников, у которых дворецкий ходит строевым шагом, а вместо музыки любят слушать артиллерийскую канонаду и стрельбу. Отец считает баловствомпацифистские наклонности сына, который обязан принять его оружейную империю, но Пьер предпочитает заниматься мирным социальным воспитанием. Однако, мечта перевоспитать трех гопников, которые и дня прожить не могут без грабежа, приводит его в тюрьму. Чтобы сын опять не загремел за решетку и скорее втянулся в семейный бизнес, отец даёт ему должность на заводе — заведовать отделом социальных проблем. Все потуги добродушного Пьера помочь рабочим обычно оканчиваются для него плохо, а для дела отца еще хуже, что в итоге приведёт к полному краху бизнеса семьи Гастье-Леруа и гибели завода. 

## В ролях
- Пьер Ришар — Пьер Гасти-Леруа
- Бернар Блие — господин Гасти-Леруа
- Хелен Дюк — мадам Гасти-Леруа
- Андре Гэллард — работник ведомства социальной защиты
- Тэдди Вригно — работник биржи труда
- Даниэль Минаццоли[фр.] — медсестра
- группа Шарло (в титрах не указаны)
- Виктор Лану — маляр на заводе